# T. Roy Barnes
Pour les articles homonymes, voir Barnes.

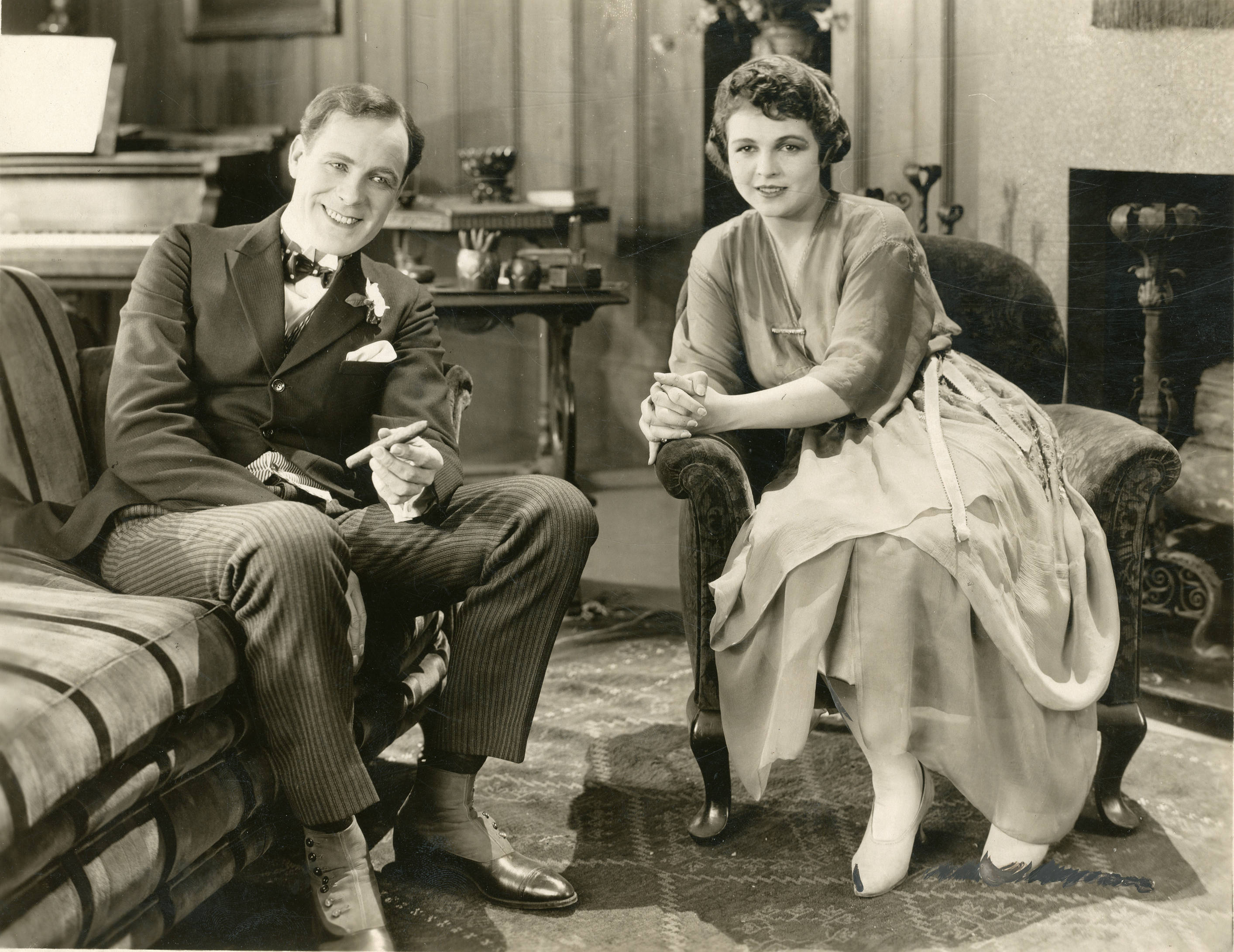
Dans Scratch My Back (1920), avec Helene Chadwick

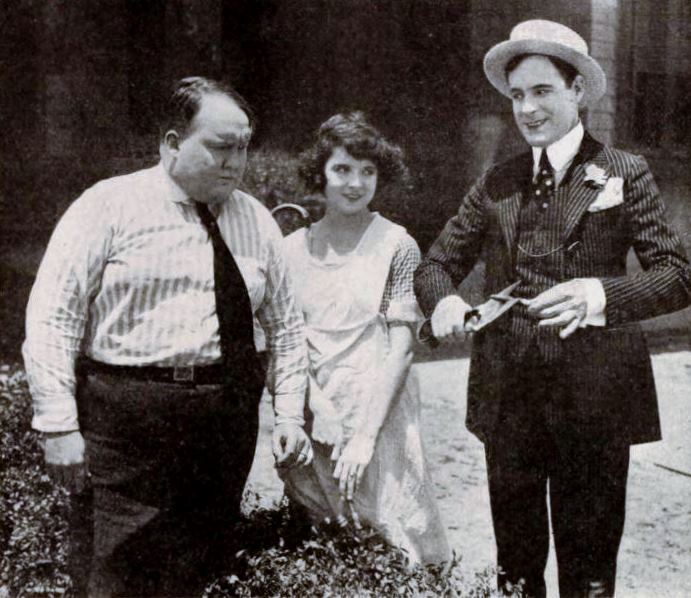
Dans So Long Letty (1920), avec Walter Hiers (à g.) et Colleen Moore

T. Roy Barnes, né le 11 août 1880 dans le Lincolnshire (Angleterre) et mort le 30 mars 1937 à Los Angeles (quartier d'Hollywood, États-Unis), est un acteur anglais.

## Biographie
Installé enfant avec sa famille aux États-Unis, T. Roy Barnes y entame sa carrière d'acteur au théâtre, dans le répertoire du vaudeville. Il joue quatre fois à Broadway (New York), dans une comédie musicale (1914), une pièce (1915) et deux revues, la première en 1914 ; la seconde (dernière prestation à Broadway) est Over the Top sur une musique de Sigmund Romberg (1917-1918, avec Adele et Fred Astaire).
Au cinéma, il contribue à cinquante-et-un films américains, depuis le muet Scratch My Back de Sidney Olcott (1920, avec Helene Chadwick et Lloyd Whitlock) jusqu'à The Virginia Judge (en) d'Edward Sedgwick (avec Marsha Hunt et Stepin Fetchit), sorti le 17 septembre 1935, environ un an et demi avant sa mort (en 1937), à 56 ans.
Entretemps, mentionnons So Long Letty d'Al Christie (son deuxième film, 1920, avec Colleen Moore et Grace Darmond), Adam and Eva de Robert G. Vignola (1923, avec Marion Davies et William B. Davidson), Les Fiancées en folie de Buster Keaton (1925, avec le réalisateur et Ruth Dwyer), Sally de John Francis Dillon (1929, avec Marilyn Miller et Alexander Gray), La Danseuse des dieux d'Albert S. Rogell (1931, avec Ben Lyon et Raquel Torres) et Une riche affaire de Norman Z. McLeod (1934, avec W. C. Fields et Kathleen Howard).

## Théâtre à Broadway (intégrale)
- 1914 : The Red Canary, comédie musicale, musique d'Harold Orlob, lyrics de Will B. Johnstone, livret de William Le Baron et Alexander Johnstone : Hunter Upjohn
- 1914 : The Passing Show of 1914, revue, musique d'Harry Carol et Sigmund Romberg, lyrics et livret d'Harold Atteridge : rôles divers
- 1915 : See My Lawyer, pièce de Max Marcin : rôle non spécifié
- 1917-1918 : Over the Top, revue, musique de Sigmund Romberg, lyrics de Matthew C. Woodward et Charles Manning, livret de Philip Bartholomae et Harold Atteridge : rôles divers

## Filmographie partielle

### Période du muet
- 1920 : Scratch My Back de Sidney Olcott : Val Romney
- 1920 : So Long Letty d'Al Christie : Harry Miller
- 1921 : Vite, embrassez-moi ! (en) (A Kiss in Time) de Thomas N. Heffron : Brian Moore
- 1922 : Gai, gai, marions-nous ! (en) (Is Matrimony a Failure?) de James Cruze : Arthur Haviland
- 1922 : Sous la rafale (en) (The Old Homestead) de James Cruze : Happy Jack
- 1922 : Un voyage à Paramount-Ville (A Trip to Paramountown), court métrage (cameo)
- 1923 : Adam and Eva de Robert G. Vignola : le vendeur-héros
- 1923 : Âmes à vendre (Souls for Sale) de Rupert Hughes : lui-même
- 1923 : Hollywood de James Cruze : lui-même
- 1924 : La Papillonne (Butterfly) de Clarence Brown : Cy Dwyer
- 1925 : Les Fiancées en folie (Seven Chances) de Buster Keaton : Billy Meekin
- 1925 : The Price of Pleasure d'Edward Sloman : Bill McGuffy
- 1927 : Chicago de Frank Urson : un journaliste

### Période du parlant
- 1929 : La Danseuse de corde (Dangerous Curves), réalisé par Lothar Mendes : Po Spinelli
- 1929 : Sally de John Francis Dillon : Otis Hemingway Hooper
- 1930 : Pension de famille (Caught Short) de Charles Reisner : M. Kidd
- 1931 : Prudence avec les femmes (Women of All Nations) de Raoul Walsh : le capitaine des Marines
- 1931 : La Danseuse des dieux (Aloha) d'Albert S. Rogell : Johnny Marvin
- 1934 : Une riche affaire (It's a Gift) de Norman Z. McLeod : l'agent d'assurances
- 1934 : Kansas City Princess de William Keighley : le conseiller James « Jim » Cameron
- 1935 : Village Tale de John Cromwell : Goggy Smith
- 1935 : The Virginia Judge (en) d'Edward Sedgwick : l'agent de publicité
- 1935 : Doubting Thomas de David Butler